# Songgom (Songgom)
Songgom is een bestuurslaag in het regentschap Brebes van de provincie Midden-Java, Indonesië. Songgom telt 9214 inwoners (volkstelling 2010).